# Ґронди (Дзялдовський повіт)
Ґронди (пол. Grądy) — село в Польщі, у гміні Рибно Дзялдовського повіту Вармінсько-Мазурського воєводства.
Населення — 103 особи (2011).
У 1975-1998 роках село належало до Цехановського воєводства.

## Демографія
Демографічна структура станом на 31 березня 2011 року:
|          | Загалом | Допрацездатний вік | Працездатний вік | Постпрацездатний вік |
| -------- | ------- | ------------------ | ---------------- | -------------------- |
| Чоловіки | 50      | 16                 | 29               | 5                    |
| Жінки    | 53      | 18                 | 27               | 8                    |
| Разом    | 103     | 34                 | 56               | 13                   |